# Noël Roquevert
Noël Roquevert, pseudonimo di Noël Louis Raymond Bénévent (Doué-la-Fontaine, 18 dicembre 1892 – Douarnenez, 6 novembre 1973), è stato un attore francese.

## Biografia
Figlio degli attori di strada Auguste Bénevent e Marie-Louise Epelly, rispettivamente originari della Sarthe e della Vandea, e nipote dell'attore Émile Vardannes, Noël Roquevert nacque durante una tournée a Doué-la-Fontaine. A sei mesi era già sul palco a fianco dei genitori, interpretando la piccola Aurore de Nevers ne Il cavaliere di Lagardère. A cinque anni fu interprete, con la sorella Antoinette, del ruolo di Claudinet ne I due derelitti di Pierre Decourcelle.
Arruolatosi in fanteria durante la prima guerra mondiale, rimase ferito due volte, ottenendo la Croce di guerra. Terminato il periodo bellico, si mantenne prendendo parte a rappresentazioni teatrali a Parigi: fu l'inizio di una carriera che lo porterà a partecipare a oltre 180 film.
Fu Cora Laparcerie nel 1920 ad offrirgli il primo ruolo in una commedia intitolata Mon homme, rappresentata al Théâtre de la Renaissance. Qui venne notato da Sacha Guitry e Max Linder. Tuttavia, dopo una rappresentazione de I tre moschettieri nel 1921, dovrà attendere l'arrivo del cinema sonoro per iniziare la carriera da attore cinematografico.
Da lì in poi, Noël Roquevert divenne una figura onnipresente del cinema francese. Durante la seconda guerra mondiale lavorò con registi di rilievo come Henri-Georges Clouzot, che lo diresse ne L'assassino abita al 21 (1942) e Il corvo (1943).
Il suo ultimo film fu Il vitalizio (1972) di Pierre Tchernia, in cui interpretò il patriarca della famiglia Galipeau.
Morì nel 1973, a causa di un attacco cardiaco nella sua residenza bretone di Douarnenez, poco dopo la scomparsa della seconda moglie Paulette Noizeux.

## Filmografia parziale

### Cinema
- La leggenda di Liliom (Liliom), regia di Fritz Lang (1934)
- Taras Bulba (Tarass Boulba), regia di Alexis Granowsky (1936)
- La porta dell'infinito (La Porte du large), regia di Marcel L'Herbier (1936)
- Sposiamoci in otto (Barnabé), regia di Alexander Esway (1938)
- Ragazze folli (Entrée des artistes), regia di Marc Allégret (1938)
- Teresa Martin (Thérèse Martin), regia di Maurice de Canonge (1938)
- Tre valzer (Les trois valses), regia di Ludwig Berger (1938)
- Melodie celesti (Les musiciens du ciel), regia di Georges Lacombe (1940)
- Transatlantico (Paris New-York), regia di Yves Mirande (1940)
- È arrivata la fortuna (Moulin Rouge), regia di André Hugon (1940)
- Cercasi padrone (Parade en sept nuits), regia di Marc Allégret (1941)
- La signorina Buonaparte ('zelle Bonaparte), regia di Maurice Tourneur (1942)
- Delirio d'amore (La symphonie fantastique), regia di Christian-Jaque (1942)
- Gioventù traviata (Les inconnus dans la maison), regia di Henri Decoin (1942)
- L'assassino abita al 21 (L'assassin habite... au 21), regia di Henri-Georges Clouzot (1942)
- Le Destin fabuleux de Désirée Clary, regia di Sacha Guitry (1942)
- Il velo azzurro (Le voile bleu), regia di Jean Stelli (1942)
- La mano del diavolo (La main du diable), regia di Maurice Tourneur (1943)
- Il corvo (Le corbeau), regia di Henri-Georges Clouzot (1943)
- Amore e fortuna (Antoine et Antoinette), regia di Jacques Becker (1947)
- I cavalieri di ventura (Du Guesclin), regia di Bernard de Latour (1949)
- Ritorna la vita (Retour à la vie), regia di André Cayatte, Henri-Georges Clouzot, Jean Dréville e Georges Lampin (1949)
- Le minorenni (La cage aux filles), regia di Maurice Cloche (1949)
- Giustizia è fatta (Justice est faite), regia di André Cayatte (1950)
- Documento fatale (Méfiez-vous des blondes), regia di André Hunebelle (1950)
- Andalusia (Andalousie), regia di Robert Vernay (1951)
- Il più bel peccato del mondo (Le plus joli péché du monde), regia di Gilles Grangier (1951)
- Signori, in carrozza!, regia di Luigi Zampa (1951)
- Fanfan la Tulipe, regia di Christian-Jaque (1952)
- La sconfitta dello scapolo (Elle et moi), regia di Guy Lefranc (1952)
- Le compagne della notte (Les compagnes de la nuit), regia di Ralph Habib (1953)
- Il dormitorio delle adolescenti (Dortoir des grandes), regia di Henri Decoin (1953)
- Il conte di Montecristo (Le comte de Monte-Cristo), regia di Robert Vernay (1954)
- Il tradimento di Elena Marimon (Le secret d'Hélène Marimon), regia di Henri Calef (1954)
- C'est la vie parisienne, regia di Alfred Rode (1954)
- Il montone a cinque zampe (Le mouton à cinq pattes), regia di Henri Verneuil (1954)
- Madame du Barry , regia di Christian-Jaque (1954)
- Le avventure di Cadet Rousselle (Cadet Rousselle), regia di André Hunebelle (1954)
- I diabolici (Les diaboliques), regia di Henri-Georges Clouzot (1955)
- Napoleone Bonaparte (Napoléon), regia di Sacha Guitry (1955)
- Fascicolo nero (Le dossier noir), regia di André Cayatte (1955)
- 0/1327 dipartimento criminale (Chantage), regia di Guy Lefranc (1955)
- Nanà (Nana), regia di Christian-Jaque (1955)
- La Terreur des dames, regia di Jean Boyer (1956)
- Club di ragazze (Club de femmes), regia di Ralph Habib (1956)
- La Peau de l'ours, regia di Claude Boissol (1957)
- A piedi... a cavallo... in automobile (À pied, à cheval et en voiture), regia di Maurice Delbez (1957)
- Una parigina (Une parisienne), regia di Michel Boisrond (1957)
- Teste calde (Le désir mène les hommes), regia di Émile Roussel (1958)
- La legge è legge, regia di Christian-Jaque (1958)
- La notte degli sciacalli (La moucharde), regia di Guy Lefranc (1958)
- Le donne sono deboli (Faibles femmes), regia di Michel Boisrond (1959)
- Archimede le clochard (Archimède, le clochard), regia di Gilles Grangier (1959)
- Babette va alla guerra (Babette s'en va-t-en guerre), regia di Christian-Jaque (1959)
- I filibustieri della Martinica (Marie des Isles), regia di Georges Combret (1959)
- Pelo di spia (Nathalie, agent secret), regia di Henri Decoin (1959)
- Sexy Girl (Voulez-vous danser avec moi), regia di Michel Boisrond (1959)
- Marie-Octobre, regia di Julien Duvivier (1959)
- Il miliardo l'eredito io (Certains l'aiment... froide), regia di Jean Bastia e Guy Lionel (1960)
- La francese e l'amore (La française et l'amour), registi vari (1960)
- La ragazza super sprint (Les portes claquent), regia di Michel Fermaud e Jacques Poitrenaud (1960)
- L'assassino è al telefono (L'assassin est dans l'annuaire), regia di Léo Joannon (1962)
- Cartouche, regia di Philippe de Broca (1962)
- Quando torna l'inverno (Un singe en hiver), regia di Henri Verneuil (1962)
- Le tentazioni quotidiane (Le diable et les 10 commandements), regia di Julien Duvivier (1962)
- I misteri di Parigi (Les mystères de Paris), regia di André Hunebelle (1962)
- L'uomo dalla maschera di ferro (Le masque de fer), regia di Henri Decoin (1962)
- La moglie addosso (Comment réussir en amour), regia di Michel Boisrond (1962)
- Una bionda... così (Une blonde comme ça), regia di Jean Jabely (1963)
- La banda degli inesorabili (Règlements de compte), regia di Pierre Chevalier (1963)
- Le bellissime gambe di mia moglie (La casta Susana), regia di Luis César Amadori (1963)
- I fortunati (Les veinards), regia di Philippe de Broca, Jean Girault e Jacques Pinoteau (1963)
- Mare matto, regia di Renato Castellani (1963)
- Spionaggio senza frontiere (L'honorable Stanislas, agent secret), regia di Jean-Charles Dudrumet (1963)
- L'agente federale Lemmy Caution (À toi de faire... mignonne), regia di Bernard Borderie (1963)
- L'assassino conosce la musica... (L'assassin connaît la musique...), regia di Pierre Chenal (1963)
- Psycoterror (L'assassin viendra ce soir), regia di Jean Maley (1964)
- Caccia al maschio (La chasse à l'homme), regia di Édouard Molinaro (1964)
- L'amico di famiglia (Patate), regia di Robert Thomas (1964)
- Quattro spie sotto il letto (Les Barbouzes), regia di Georges Lautner (1964)
- Colpo segreto (L'âge ingrat), regia di Gilles Grangier (1964)
- Operazione maggiordomo (Le majordome), regia di Jean Delannoy (1965)
- Angelica alla corte del re (Merveilleuse Angélique), regia di Bernard Borderie (1965)
- Spia S.05 missione infernale (Sursis pour un espion), regia di Jean Maley (1965)
- L'or du duc, regia di Jacques Baratier (1965)
- Pas de caviar pour tante Olga, regia di Jean Becker (1965)
- La meravigliosa Angelica (Angélique et le roy), regia di Bernard Borderie (1966)
- La fabbrica dei soldi (Les combinards), regia di Juan Estelrich, Riccardo Pazzaglia e Jean-Claude Roy (1966)
- La linea di demarcazione (La ligne de démarcation), regia di Claude Chabrol (1966)
- Chi ha rubato il presidente? (Le grand restaurant), regia di Jacques Besnard (1966)
- Un ombrello pieno di soldi (Le jardinier d'Argenteuil), regia di Jean-Paul Le Chanois (1966)
- I segreti delle amanti svedesi (Jeunes filles bien... pour tous rapports), regia di Norbert Terry (1968)
- Le novizie (Les novices), regia di Guy Casaril e Claude Chabrol (1970)
- Ma chi mi ha fatto questo bebè? (Mais qui donc m'a fait ce bébé?), regia di Michel Gérard (1971)
- Il vitalizio (Le viager), regia di Pierre Tchernia (1972)

## Doppiatori italiani
- Bruno Persa in Archimede le clochard, Cartouche, Le tentazioni quotidiane, Caccia al maschio, Angelica alla corte del re, La meravigliosa Angelica
- Giorgio Capecchi in L'assassino abita al 21, Fascicolo nero, Le donne sono deboli
- Augusto Marcacci in Signori, in carrozza!
- Arnoldo Foà in Fanfan la Tulipe
- Aldo Silvani in Il tradimento di Elena Marimon
- Stefano Sibaldi in La legge è legge
- Lauro Gazzolo in Sexy Girl
- Luigi Pavese in Quando torna l'inverno
- Giuseppe Fortis in Il corvo (ridoppiaggio)[3]